# Les Hart
John Leslie 'Les' Hart (Ashton-in-Makerfield, England, 28 de febrero de 1917-Bury, 20 de agosto de 1996) fue un futbolista profesional quien realizó su carrera en solo un club, el Bury F. C. durante 44 años.

## Trayectoria
Comenzó su carrera futbolística en el Earlstown White Star. Rápidamente fue observado por cazatalentos de muchos clubes, incluyendo el Liverpool, pero él firmó por el Bury, comenzando una carrera que duraría hasta el año 1980 en diversos roles.
Él asumió la posición de lateral derecho del internacional irlandés Bill Gorman. Hizo su debut contra el Tottenham el 17 de diciembre de 1936. Hart sería el capitán del Bury durante 12 temporadas y en la temporada 1948/49 llevó al equipo como líder de la División 2 por cuatro puntos.
Su carrera se extendió en una era de grandes futbolistas, incluyendo a Tom Finney, Sir Stanley Matthews, Bill Shankly, Bob Paisley y Frank Swift. Completó sus "coaches badges" (requisito para ser entrenador en Inglaterra) y cualificaciones de fisioterapia durante un período en Lillishall, en preparación para su retiro del juego, que vino después de la temporada 1953/54. Aunque en su carrera se registran 265 apariciones con el Bury, también realizó más de 200 apariciones durante los años de la guerra de 1939-45. Después de dejar de jugar, trabajó en Bury, como entrenador/técnico del primer equipo, y se convirtió en el fisioterapeuta del club. El Leeds United le ofreció un puesto como entrenador, pero él lo rechazó para quedarse en Bury.
En la temporada 1969/70, el Bury le ofreció el puesto de entrenador y él asumió el cargo con una victoria récord de 8-0 contra el Tranmere Rovers. En 1971, él volvió a su trabajo como fisioterapeuta. Les se retiró el 29 de marzo de 1980, después de 44 años en un solo club, Les decidió que era el momento adecuado para cuidar de su mujer, que había sufrido de mala salud durante algún tiempo.

## Clubes
| Bury                                              | Inglaterra | 1936 - 1953 | 280(1) | 2 |
| (1) Incluye solo encuentros del campeonato local. |            |             |        |   |

## Reconocimiento
Hart murió el 20 de agosto de 1996, pero nunca había recibido ningún reconocimiento formal durante su vida en Bury. No ha tenido un partido en su honor, pero el Museo Nacional de Fútbol en Preston realizó una exposición y expone sus cenizas en su salón de la fama como un homenaje a Les y a su asociación de 44 años con el club.
Stanley Matthews lo llamó el mejor barredor defensivo contra el que él había jugado.
El 17 de enero de 2010, la tribuna Sur en Gigg Lane fue renombrada como The Les Hart Stand.